# 直贡澈赞法王·赤列伦珠
直贡澈赞法王·赤列伦珠（藏語：འབྲི་གུང་ཆེ་ཚང་བསྟན་འཛིན་འཕྲིན་ལས་ལྷུན་གྲུབ།，威利转写：'bri gung che tshang bstan 'dzin 'phrin las lhun grub，1946年—）是藏传佛教直贡噶举派第三十七任直贡法王，第七世澈赞仁波切。

## 生平

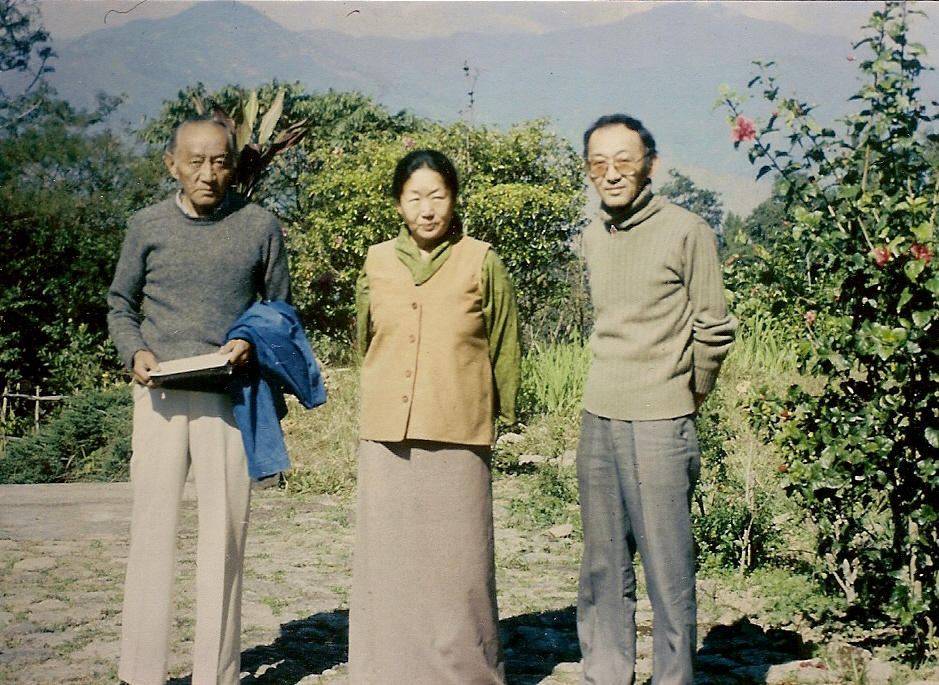
赤列伦珠的父亲东堆朗杰（左）、母亲央金卓嘎（中）与兄长泽旺晋美（右）1986年摄于印度噶伦堡

赤列伦珠于1946年藏历六月四日出生于西藏擦绒家族。他的祖父擦绒·达桑占堆曾任藏军总司令、噶伦，父亲擦绒·东堆朗杰也曾任职噶厦，还是西藏近代一位重要的摄影师。他的母亲央金卓嘎则是朵噶·彭措饒傑之女。1949年，3岁的赤列伦珠被确认为第六世澈赞仁波切的转世灵童。1950年秋，他在直贡梯寺正式坐床。1956年，他的父母出走印度，而他则留在了西藏。1959年藏区骚乱后，他被迫离开寺院。此后他被准许进入中学就读，直至文化大革命爆发后被下放劳改。
1975年，赤列伦珠借机取道尼泊尔逃至印度。后赴美国与父母家人团聚。1978年他回到印度，将法座设于拉达克平阳寺。此后，在拉达克喇嘛玉如寺闭关三年。1985年，他作为噶举派代表参加了在菩提伽耶举办的时轮金刚灌顶法会，获第十四世达赖喇嘛授比丘戒。同年，在台拉登创办强久林佛学院。1987年起，开始在世界各地弘法。